# Anagallis tenella
Anagallis tenella là một loài thực vật có hoa trong họ Anh thảo. Loài này được (L.) L. mô tả khoa học đầu tiên năm 1774.

## Hình ảnh

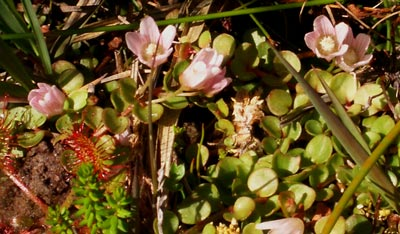